# Réserve naturelle régionale de Nyer
La réserve naturelle régionale de Nyer (RNR128) est une réserve naturelle régionale située en Occitanie. Classée en 2007, elle occupe une surface de 2 192 hectares.

## Localisation
Le territoire de la réserve naturelle se situe dans la partie orientale de la chaîne des Pyrénées, dans le département des Pyrénées-Orientales, sur la commune de Nyer et au sein de la région du Haut-Conflent. Il correspond à une propriété du Conseil général des Pyrénées-Orientales en rive droite de la Têt et couvre environ 2 200 ha soit près de 60 % de la superficie totale de la commune. La réserve naturelle est limitrophe des réserves naturelles de Py et Mantet. Cet ensemble dessine deux triangles inversés reliés au niveau du Planell de l'Orry :
- un triangle nord orienté vers le village de Nyer ;
- un triangle sud marqué par le pic de Serra Gallinera. Il comprend la vallée de Mantet et le versant est de la vallée de la Carança.

La réserve naturelle s'étage de 730 m jusqu'à 2 663 m (Pic de Serra Gallinera). Son entrée nord est caractérisée par des gorges étroites et spectaculaires.

## Histoire du site et de la réserve
Le Conseil général des Pyrénées-Orientales, dans le cadre de sa politique de préservation et de valorisation de l'environnement a réalisé en octobre 1995 l'acquisition d'une propriété de 2 265 hectares sur le territoire de la commune de Nyer grâce notamment au soutien financier de l'Union européenne et de l'Etat. Afin de prévenir toute menace d'investisseurs potentiels à des fins spéculatives, le Conseil général a mis en place une stratégie de protection et de gestion du site et a opté dès 1996 pour la création d'une Réserve naturelle volontaire (RNV). Un dossier scientifique préalable à la demande d'agrément en RNV a été réalisé en 1996 par l'association Charles Flahault. Cet inventaire faunistique, floristique mais aussi culturel a mis en évidence de nombreuses richesses : valeur paysagère, importante biodiversité, prédominance du milieu forestier, riche patrimoine culturel.
Après demande d'agrément auprès du Préfet des Pyrénées-Orientales, la Réserve naturelle volontaire de Nyer fut instituée le 21 janvier 1998 par l'arrêté préfectoral n°178/98. 
Avec la loi "démocratie de proximité" de 2002, les RNV ont été déclassées et une procédure de reclassement a été initiée qui a abouti en 2008 au classement de la RNR.

## Écologie (biodiversité, intérêt écopaysager…)

### Géologie
Le territoire appartient à l'unité géologique du massif de la Carança. Sa quasi-totalité est ainsi constituée par les gneiss œillés de la Carança avec, cependant, trois sous-secteurs où ces gneiss sont injectés de granites alcalins. Par contre, l'extrémité nord de la Réserve est d'une grande complexité (intercalations de micaschistes, mylonites, granites calco-alcalins, gneiss fins, marbres calcaires et dolomites).
Au niveau des particularités géomorphologiques du site, on notera la présence d'un pla d'altitude à Serra Gallin era. Par ailleurs, la Réserve de Nyer présente un relief de gorges impressionnantes plutôt rare.

### Flore
Plus de 850 espèces végétales sont répertoriées dont 80 ont un statut particulier.

### Faune
Du microcosme des insectes aux grands ongulés en passant par une avifaune riche et diversifiée, le territoire se caractérise par une grande biodiversité animale. À l'heure actuelle, la connaissance scientifique de la faune se résume à 1365 espèces animales répertoriées.
L'inventaire des mollusques reste succinct mais démontre la présence de 11 espèces. Pour les insectes, les Lépidoptères (papillons) ont fait l'objet d'un recensement exhaustif qui totalise 511 espèces dont 4 espèces ont un statut particulier. L'Apollon, emblème de nos montagnes et espèce protégée, côtoie ainsi notamment la Proserpine et l'Azuré du serpolet. Dernièrement, l'inventaire des odonates (libellules) a montré la présence de 10 espèces.
Pour les poissons, la rivière de Nyer, appelée aussi "le Mantet", cours d'eau à l'accès difficile, est peuplée de Truites fario.
Un premier inventaire des batraciens et reptiles a été réalisé en 2001 et a démontré la présence respective de 3 espèces et 8 espèces. Soumis à la fois aux influences climatiques méditerranéennes et montagnardes, le territoire permet aussi bien le développement d'espèces méditerranéennes tel le Lézard ocellé que celui d'espèces plus montagnardes comme la Grenouille rousse. À titre d'exemple, la Salamandre tachetée est présente sur l'ensemble de l'étage forestier de la réserve, les femelles regagnant chaque année les affluents des rivières de Mantet et de la Carança pour la mise bas. Toutefois, le manque de points d'eau sur le site tend à réduire les capacités d'accueil du milieu pour certaines espèces. Le réaménagement de points d'eau devra être envisagé, les points d'eau contribuant également à favoriser les conditions du pastoralisme sur la réserve.
L'avifaune est fortement représentée sur le site. La vie de rapaces tel l'Aigle royal est favorisée par l'abondance des falaises mais de nombreux passereaux tels le Merle bleu ou l'Alouette lulu aiment également fréquenter le territoire de la réserve. À ce jour, la présence de 93 espèces d'oiseaux a été démontrée.
Les mammifères sont représentés par l'Isard, ongulé de nos montagnes pyrénéennes, qui partage ce coin de nature avec d'autres espèces tels le Chat sauvage, la Martre, la Genette, le Desman des Pyrénées, la Marmotte, les chauves-souris... Celles-ci ont fait depuis 2002 l'objet d'une attention particulière. Ainsi, un premier inventaire a permis de mettre en évidence la présence de 14 espèces de chiroptères sur le territoire de la Réserve. Bien qu'inoffensives, elles jouent, dans nos pays occidentaux, un rôle important dans la régulation des populations de certains insectes dont elles se nourrissent. Rappelons que toutes les espèces de chauves-souris vivant en France sont protégées et ne doivent donc en aucun cas faire l'objet de destruction.

## Intérêt touristique et pédagogique
Outre la découverte de la nature, la réserve accueille le grand public et les scolaires dans la maison de la Réserve, maison de site accessible aux handicapés où sont organisées des expositions de sensibilisation au milieu naturel. 
La réserve naturelle est également un atout pour le développement économique, particulièrement dans des zones défavorisées comme celle du canton d'Olette.

## Administration, plan de gestion, règlement
La réserve naturelle est gérée par le Conseil général des Pyrénées-Orientales. Ses missions sont de trois grands ordres:
- La protection du patrimoine naturel
- La gestion du patrimoine naturel
- L'accueil et la sensibilisation du public

La protection des milieux, de la flore, de la faune se fait au travers de plusieurs démarches. Avant tout, une réserve naturelle est un espace réglementé : la réglementation de la réserve naturelle de Nyer a été établie en fonction des éléments naturels à protéger avec la participation des différents utilisateurs du site (chasseurs, éleveurs, commune).
La gestion du territoire découle du fait que le milieu naturel est en constante évolution. Afin de comprendre et de suivre l'évolution des espèces et des milieux, des études scientifiques et des inventaires doivent être réalisés. En effet, seule une bonne connaissance des espèces, des écosystèmes en présence permet la mise en place d'actions concrètes (ou la justification de la non-intervention) favorisant leur conservation.
Enfin, la protection de la nature ne peut être le seul souci des gestionnaires, elle doit être l'affaire de tous.

### Outils et statut juridique
La réserve naturelle régionale a été créée par une délibération du Conseil régional de Languedoc-Roussillon n°07/15.256 du 18 octobre 2007. Ce classement est valable pour une durée de 10 ans, renouvelable selon les termes de l’article R.332-35 du Code de l’environnement. 
En tant que propriétaire et gestionnaire de ce site depuis 1998, le Conseil Général a souhaité conserver son rôle de gestionnaire. La gestion de la RNR lui est confiée par voie de convention.